# Chester County, Tennessee
Chester County är ett administrativt område i delstaten Tennessee, USA. År 2010 hade countyt 17 131 invånare. Den administrativa huvudorten (county seat) är Henderson. 

## Geografi
Enligt United States Census Bureau har countyt en total area på 748 km². 747 km² av den arean är land och 1 km² är vatten. 

### Angränsande countyn
- Henderson County - nordost
- Hardin County - sydost
- McNairy County - syd
- Hardeman County - sydväst
- Madison County - nordväst